# Philip Tuckniss
Philip Tuckniss (5 de maio de 1962) é um ex-tenista profissional zimbabuano 
Em Seul 1988, Ele perdeu na segunda rodada em duplas para os suecos Anders Järryd e Stefan Edberg, com parceira de Mark Gurr. Também representou o Zimbabue na Copa Davis.